# Picuisparvduva
Picuisparvduva (Columbina picui) är en fågel i familjen duvor inom ordningen duvfåglar.

## Utseende och läte
Picuisparvduvan är en liten duva. På sittande fågel syns ljust brungrå kropp som kontrasterar med svart näbb, svart öga och en ljus svartkantad vingpanel. I flykten syns ljusa vingpanelen och brungrå täckare som kontrasterar mot i övrigt mörk ovan- och undersida på vingen. Stjärten är mestadels vit, men gråbruna centrala stjärtpennor täcker det mesta av stjärten när den ses ovanifrån. Lätet beskrivs som en serie med "U-wooh U-wooh U-wooh U-wooh".

## Utbredning och systematik
Picuisparvduva delas in i två underarter:
- Columbina picui strepitans – förekommer i nordöstra Brasilien i delstaterna Maranhão, Piauí, Ceará och Bahia.
- Columbina picui picui – förekommer från östra Peru till Bolivia, Paraguay, södra Argentina, Chile och södra Brasilien.

## Levnadssätt
Picuisparvduvan hittas övervägande i öppna områden, som gräsmarker, savann och skogsbryn. Den kan också påträffas i mer urbana miljöer.

## Status
Arten har ett stort utbredningsområde och beståndet anses stabilt. Internationella naturvårdsunionen IUCN listar den därför som livskraftig (LC).

## Namn
Fågelns svenska och vetenskapliga artnamn kommer av Puih-kû’í, "duva" på Guaraní.